# Paro (robô)
Paro é uma foca robô bebê para fins terapêuticos, com a intenção de ser adorável e ter um efeito calmante, despertando respostas emocionais em pacientes de hospitais e casas de repouso, semelhante a terapia assistida por animais, só que com o uso de robôs.

## História
Paro foi projetada por Takanori Shibata do Instituto Nacional de Ciência a Tecnologia Industrial Avançada do Japão (AIST) em 1993. Foi exibida pela primeira vez ao público no final de 2001, com um custo de 15 milhões de dólares para desenvolver, e foi uma finalista do "Best of COMDEX" em 2003. Versões artesanais foram vendidas comercialmente pela empresa de Shibata, Intelligent System Co., desde 2004. Paro é baseada em focas da Groenlândia que Shibata viu em um campo de gelo no nordeste do Canadá, onde também gravou seus sons, a fim de utilizá-los para sons simulados em Paro. Paro foi classificada como dispositivos médico de classe 2 por reguladores dos EUA no outono de 2009.
Paro tem sido utilizada principalmente em residências terapêuticas, especialmente como uma forma de terapia para pacientes com demência.

## Descrição
Paro é equipada com dois processadores de 32 bits, três microfones, doze sensores táteis cobrindo sua pele, bigode sensível ao toque, e um delicado sistema de motores e atuadores que silenciosamente movem seus membros e corpo. O robô responde a carícias movendo a sua cauda e abrindo e fechando seus olhos. Shibata a projetou para que busque ativamente o contacto visual, responda ao toque, se aconchegue nas pessoas, lembre de rostos, e saiba ações que geram reações favoráveis. Ele argumenta,
Assim como animais usados em terapia, Paro pode aliviar a depressão e ansiedade — mas nunca precisa ser alimentada e não morre.
Paro também responde a sons e pode aprender nomes, incluindo o seu próprio. Ela produz sons semelhantes ao de uma foca bebê real e, ao contrário de uma foca bebê real, está programada para ser ativa durante o dia e dormir à noite.

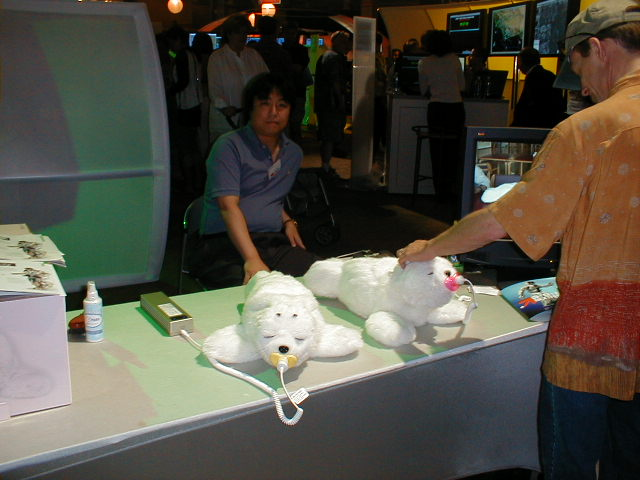
Paro foca robô

## Preocupações éticas
Dr. Bill Thomas, fundador do Green House Project, que visa substituir os cuidados de longa duração em casas de repouso com pequenos ambientes onde as pessoas possam viver vidas completas e interativas, levantou preocupações em relação a confiar a tarefa de apoio emocional a robôs. Sherry Turkle, o diretor da MIT Initiative on Tecnology and the Self, argumentou que robôs como Paro fornecem a ilusão de um relacionamento, e quem achar relações humanas desafiadoras pode contar com os robôs para companhia.

## Na cultura popular
No episódio de Os Simpsons, "Replaceable You", Bart Simpson e Martin Prince criaram focas bebês robóticas que chamaram de "Robopets". Estes eram essencialmente robôs Paro que foram concebidos para fazer com que as pessoas mais velhas da cidade fossem mais felizes.
Paro foi destaque em "Old People", o oitavo episódio da primeira temporada da série de Aziz Ansari na Netflix, Master of None.